# Oncideres manauara
Oncideres manauara là một loài bọ cánh cứng trong họ Cerambycidae.